# Hydradephaga
Hydradephaga – klad obejmujący rodziny wodnych chrząszczy z podrzędu Adephaga. Dawniej nadawano mu rangę nadrodziny.
Początkowo dzielono chrząszcze drapieżne (Adephaga) na dwie nadrodziny: Geadephaga oraz Hydradephaga. Pierwsza obejmowała rodziny naziemne (np. Carabidae), a druga wodne. Cechą wspólną wszystkich Hydradephaga są tylne panewki biodrowe typu przerywającego, w którym to tylne biodra sięgają bocznie obrzeża ciała, eliminując kontakt między pleurytami śródtułowia, a pierwszym sternitem odwłoka. Późniejsze analizy budowy panewek biodrowych wskazywały, że Hydradephaga wraz z Trachypachini są grupą siostrzaną dla Omophronini (oba plemiona w biegaczowatych). Współcześnie monofiletyczność Hydradephaga wciąż jest dykutowana.
Do Hydradephaga zalicza się 7 rodzin:
- Gyrinidae – krętakowate
- Haliplidae – flisakowate
- Hygrobiidae – mokrzelicowate
- Noteridae
- Meruidae
- Aspidytidae
- Amphizoidae
- Dytiscidae – pływakowate